# 劉承旼
劉 承旼（ユ・スンミン、朝鮮語: 유승민、1958年1月7日 - ）は、大韓民国の経済学者、政治家。第17・18・19・20代韓国国会議員。
本貫は江陵劉氏。元国会議員の劉守鎬は父、弁護士の劉承政は兄。

## 概要
ハンナラ党最高委員、セヌリ党院内代表や正しい未来党共同代表等を務めた政治家である。もともとは経済学者であったが、ハンナラ党のシンクタンクである汝矣島研究所の所長として政界入門し、李会昌の最側近となった。
2005年には朴槿恵の秘書室長となり、その後の朴槿恵政権期間は与党の幹事長格であるセヌリ党の「院内代表」を務めた。しかし、2015年4月8日の交渉団体代表演説で「政府の税金不足を認めよう」「創造経済は経済成長の解決策ではない」という朴槿恵政権の政策を批判する発言をしたため、朴槿恵の不興を買った。2か月後の6月25日に朴が「裏切りの政治を裁かなければならない。与党の院内司令塔がどんな国会協力を求めたのか」と発言した後、7月8日に親朴系からの辞任圧迫を受けた劉が院内代表を辞任した。以後は朴槿恵弾劾にも賛成したが、朴槿恵の大邱での人気の高さから「朴槿恵のおかげで大邱で3選したのに、なぜ朴槿恵を裏切ったのか」という批判を受けた。
2017年の大統領選挙では保守系政党の「正しい政党」から立候補した。しかし、やはり大邱で「朴槿恵の裏切り者」というイメージを取り払うことは難しいと見られる。
一方、保守政党にいながら中道層を動かせる政治家であるため、共に民主党側からは好敵手として見られる。

## 略歴
- 1964年3月～1970年1月: サムドク初等学校
- 1970年3月～1973年1月: テリュン中学校
- 1973年3月～1976年1月: 慶北高等学校
- 1976年3月～1982年2月: ソウル大学校経済学科（学士）
- 1979年1月～1981年4月: 軍服務
- 1982年1月～1983年7月: 韓国開発研究院の研究員
- 1983年9月～1987年8月: アメリカ・ウィスコンシン大（マディソン素材）経済学博士
- 1984年9月～1987年5月: 米ウィスコンシン州立大学助教・計量経済学、ミクロ経済学[10]
- 1994年5月～1995年5月: 韓国産業組織学会事務局長
- 1996年3月～1997年3月: アメリカカリフォルニア大学サンディエゴ校IR/PS大学院招聘教授
- 1998年4月～1998年9月: 公正取引委員会の諮問官
- 1998年5月～1999年9月: 大統領諮問政策企画委員会委員
- 1987年12月～2000年2月: 韓国開発研究院研究委員、選任研究委員
- 2000年2月～2003年6月: 財団法人・汝矣島研究所所長
- 2003年3月～2004年5月: 翰林大翰林科学院研究教授[10]
- 2004年5月～2005年10月: 第17代国会議員（比例代表）、国会政務委員会
- 2004年6月～2005年1月: ハンナラ党（現・自由韓国党）政策委員会第3政調委員長
- 2005年1月～2005年10月: ハンナラ党代表最高委員秘書室長
- 2005年10月～2008年5月：大邱市東区乙国会議員、国会財経委員
- 2007年6月～2007年8月: ハンナラ党朴槿恵候補選挙対策委・政策メッセージ総括団長
- 2008年4月～2012年5月: 第18代国会議員（大邱東区乙）ハンナラ党→セヌリ党
- 2008年4月～2010年4月: 国会国防委員会幹事、均衡発展特別委員会委員
- 2008年4月～2012年5月: 革新都市の成功的な建設に向けた国会議員の会幹事
- 2009年7月～2012年5月: 軍用飛行場問題の解決に向けた国会議員の会代表
- 2010年5月～2012年5月: 国会国防委員会委員
- 2010年6月～2011年5月: 予算決算特別委員会委員
- 2010年7月～2011年6月: ハンナラ党大邱市党委員長
- 2011年7月～2011年12月: ハンナラ党最高委員
- 2012年6月～2014年5月: 国会国防委員会委員長
- 2012年6月～2016年5月: 第19代国会議員（大邱市東区乙）セヌリ党→無所属
- 2012年6月～現在: 国会革新都市議員の会代表
- 2014年6月～2015年3月: 国会外交統一委員会委員
- 2015年2月～2015年7月: セヌリ党院内代表
- 2015年3月～2016年5月: 国会国防委員会委員
- 2016年6月～現在：第20代国会議員（大邱市東区乙）無所属→正しい政党→正しい未来党
- 2016年6月～現在：国会企画財政委員会委員
- 2018年2月～2018年6月：正しい未来党共同代表

出典: “YOO's Life”.   劉承旼ホームページ. 2017年4月15日閲覧。

## 主張・発言・エピソード
2012年にMBCの労組によるストライキを支持したため、その後はMBCが各種取材において、劉に対して不利な偏向報道を行ったと複数の記者や政界関係者が主張している。
2016年の第20代総選挙で劉陣営の選挙運動に参加した娘が美女であるため、ネット上で話題となった。
2019年9月、曹国がケーキを提げてエレベーターを待つ様子は撮られて話題になったが、2015年7月に劉がパンを提げてエレベーターを待つ様子の写真と酷似するため、一部からは「剽窃演出」の疑惑が提起された。
2021年1月14日、朴槿恵前大統領に対する大法院の有罪確定判決を受け、国民統合と未来に向かって進まなければならない時だとして、文在寅大統領に朴槿恵の赦免を要求した。
同年2月19日、新型コロナウイルスに対応するアストラゼネカ製ワクチンの安全性について不信が高まる中、劉承旼は文在寅大統領から接種を受ける必要があると主張した。